# Aelita Andre
Aelita Andre (* 2007 in Melbourne, Australien) ist eine Künstlerin. Bekannt wurde sie, weil ihre Werke trotz ihres kindlichen Alters hohe Preise erzielen und ihre Kunst in renommierten Häusern ausgestellt wurde.
Ihre Bilder werden für bis zu 50.000 US-Dollar gehandelt. Sie galt im Alter von zwei Jahren als „mutmaßlich jüngste Malerin der Welt, der eine Einzelausstellung gewidmet wird“.
Sie hat in verschiedenen Museen von internationalem Ansehen ausgestellt, etwa der Russian Academy of Fine Arts Museum in St. Petersburg und der Art Basel in Miami. Sie war 2010 jüngste Teilnehmerin einer Ausstellung der International Art Melbourne und war 2013 unter anderem eingeladen zur London Art Biennale in London und zur Italian Biennale im Chianciano Art Museum.